# Av
|  | Per a altres significats, vegeu «Ab (desambiguació)». |

Av o ab (arameu: אָב) és un mes de trenta dies del calendari hebreu que sol coincidir, en el calendari gregorià, amb els mesos de juliol-agost. És l'11è mes del calendari civil i el 5è del religiós. Se'l considera el mes de la quaresma jueva.
El mot procedeix, en darrera instància, d'una paraula accadiana que significava "jonc". Era el primer mes de l'any caldeu i se suposa que els jueus l'incorporaren a llur calendari durant la captivitat de Babilònia. El nom d'aquest mes no apareix a la Bíblia. La seva atestació més antiga és del Talmud, en el segle iii de l'era comuna.
És un mes considerat de mala sort i patiment perquè moltes de les desgràcies del poble jueu van tenir lloc durant els seus trenta dies: el Temple de Jerusalem fou destruït dues vegades el dia nou d'aquest mes (la primera vegada fou el 3174 -el 23 de juliol del 586 abans de l'era comuna-, i la segona vegada el 3830 -l'any 70 de l'era comuna-); a més a més, també fou en el mes d'ab de l'any 3893 (135 de l'era comuna) que caigué el darrer baluard jueu de la revolta de Bar Kokhebà (מֶרֶד בַּר־כוֹכְבָּא) contra els romans, la fortalesa de Betar (בֵּיתָר), que fou destruïda (els romans fins i tot prohibiren als jueus que n'enterressin els morts durant un espai de set anys). El set d'ab del 5252 (el 2 d'agost del 1492 de l'era comuna) -segons el còmput, però, avui més estès, fou el nou d'ab, fou la data límit donada als jueus perquè sortissin de la península Ibèrica pel decret d'expulsió signat pels anomenats Reis Catòlics, de manera que el vuit d'ab del 5252 (o, segons el còmput, el 10 d'ab, el tres d'agost) ja no hi podia haver cap jueu en territori peninsular. El nou d'ab del 5050 (el 18 de juliol del 1290 de l'era comuna) els jueus foren expulsats per gairebé quatre-cents anys del regne d'Anglaterra i Gal·les per un edicte del rei Eduard I. No fou fins al 1657 que l'Oliver Cromwell va permetre als jueus de tornar-se a establir a Anglaterra.
Malgrat aquest fet, el quinze d'ab se celebra una festa menor jueva, la festa del Tu be-Ab, considerada antigament una de les festes més alegres de l'any; modernament, és una festa en el transcurs de la qual queden proscrites les manifestacions de dol. Aquesta festa també es considera tradicionalment com un dia especialment propici per a la celebració de noces. El Tu be-Ab marcava tradicionalment l'inici de la verema. El 15 d'ab de l'any 3908 (148 de l'era comuna), els romans donaren permís als jueus perquè enterressin els ossos dels caiguts a Betar.

## Celebracions
- Tixà be-Av
- Tu be-Av